# Chiesa di Santa Maria Annunziata (Roccaverano)
La chiesa Santa Maria Annunziata si trova nel comune di Roccaverano, in provincia di Asti e diocesi di Acqui.

## Storia
L'edificio rappresenta una tappa importante nella ricerca architettonica rinascimentale del primo Cinquecento.
Il progetto, almeno per quel che riguarda la facciata, è attribuito a Bramante. L'impegno dell'anziano architetto del papa, per la chiesa parrocchiale di questo piccolo centro dell'astigiano, sembra doversi al vescovo Enrico Bruno, vescovo di Taranto, nativo di Roccaverano ed amico del Bramante, funzionario di spicco nella corte papale di Giulio II.
Una lapide posta sulla facciata ricorda questa committenza e la data di inizio lavori nell'anno 1509: la consacrazione della chiesa avvenne poi nel 1516, ad opera di Giovanni Francesco Bruno, vescovo di Nola e nipote di Enrico Bruno.

## Caratteri stilistici
La facciata dell'edificio, progettato intorno al 1509, è caratterizzata dal sovrapporsi sullo stesso piano di due schemi templari: uno relativo alla sola navata centrale, delimitato alla sommità da un timpano completo e l'altro esteso all'intera larghezza della facciata, concluso sulla proiezione delle navate laterali con due semitimpani.
L'edificio si presentava in origine con una pianta a croce greca che però venne modificato ai primi dell'800 con la costruzione di un profondo coro absidato nella parete opposta all'ingresso principale. 
Bramante affronta in questo edificio il difficile problema di come adattare il disegno della facciata del tempio classico al consueto organismo basilicale delle chiese con navate a diverse altezze che aveva impegnato gli architetti del Rinascimento, a partire da Leon Battista Alberti, anche in relazione alle riflessioni sull'opera vitruviana ed in particolare sulle ipotetiche ricostruzioni della Basilica di Fano.
La soluzione proposta ricerca un'integrazione tra esterno e interno e risulta costituita da ordini intersecati con diversa altezza e sarà ripresa dell'allievo Baldassarre Peruzzi intorno al 1515 nella Sagra di Carpi e, pur con sensibili varianti, da Palladio nella chiesa del Redentore, nella basilica di San Giorgio Maggiore e nella facciata di San Francesco della Vigna.